# Як миші кота ховали (мультфільм, 1969)
«кЯк миші кота ховали» — грузинський радянский мультфільм 1969 рік кінорежиссера Михайла Чіаурелі. Мультфільм знятий за мотивам сказки відомого россійський поета Василя Жуковського.